# Бистрицький Євген Костянтинович
Євге́н Костянти́нович Бистри́цький (нар. 2 січня 1948, м. Плявіняс, Латвійська РСР) — український вчений-філософ, доктор філософських наук; з 1991 завідувач відділу філософії культури, етики і естетики Інституту філософії НАН України; з 1998 р. — виконавчий директор Міжнародного фонду «Відродження» Джорджа Сороса.

## Біографічні дані
Батько — Бистрицький Костянтин Никифорович (1904—1964), військовий інженер-геодезист, нар. у Левківцях, Вінницької обл., мобілізований до війська 1940 року, пройшов війну в 62-му геодезичному загоні, дислокованому після війни в Латвії; мати — Віра Михайлівна (1908—1999), учителька середньої школи, нар. у с. Жолоби, Вінницької обл.
Євген Костянтинович мешкає в Києві. Має доньку й сина.

## Освіта і наукові ступені
- 1971—1976 рр. — навчався в Київському державному університеті імені Тараса Шевченка на філософському факультеті.

- 1981 р. — захистив дисертацію кандидата наук за темою «Наукове пізнання та проблема розуміння» (Інститут філософії АН СРСР, Інститут філософії АН УРСР)

- 1991 р. — захистив дисертацію доктора наук за темою «Особистість в світі культури» (Інститут філософії Академії наук України).

## Трудова і наукова діяльність
- 1966—1968 — математик-програміст Науково-дослідного інституту Держплану УРСР. Участь у молодіжному журналі   самвидава «Новий феєрверк» (разом з письменником    Л. Нефедьєвим  та ін.[1]
- 1968—1970 відслужив строкову службу в армії Радянського Союзу.
- 1976—1979 — науковий співробітник Інституту філософії Академії наук СРСР в м. Москва.
- 1979—1990 — науковий співробітник, з 1981 старший науковий співробітник Інституту філософії АН УРСР, м. Київ.
- 1982—1991 — доцент Київського університету імені Тараса Шевченка.

- З 1991 р. — завідувач відділу філософії культури, етики і естетики Інституту філософії Академії наук України, м. Київ.
- 1993—1998 — доцент Національного університету «Києво-Могилянська академія».
- 1993—1998 р. — редактор відділу політики і культури, філософії політики в журналі «Політична думка» (головний редактор Володимир Полохало).
- 1994—1996 — завідувач кафедри культури Української академії мистецтва
- 1994 р. — засновник і перший президент Українського філософського фонду.
- 1998-2017 р. — виконавчий директор Міжнародного фонду «Відродження», що входить до заснованої Джорджем Соросом мережі Фундацій Відкритого Суспільства.

## Науковий доробок
Автор понад 80 наукових праць, присвячених дослідженню наукового пізнання, проблеми розуміння, філософії культури, соціальній та політичній філософії.

## Основні праці
- Быстрицкий Е. К. Научное познание и проблема понимания. — К.: Наук. думка, 1986. — 134 с. [Архівовано 13 серпня 2011 у Wayback Machine.]
- Быстрицкий Е. К. Феномен личности: мировоззрение, культура, бытие. — К.: Наук. думка, 1991. — 200 с. [Архівовано 13 серпня 2011 у Wayback Machine.]
- Бистрицький Є. Чому націоналізм не може бути наукою // Політична думка. — 1994. — № 2. — С.30-35. [Архівовано 13 серпня 2011 у Wayback Machine.]
- Бистрицький Є. Конфлікт культур та філософія толерантності // Журнал «Ї». — № 25 (2002). [Архівовано 4 вересня 2013 у Wayback Machine.]
- Бистрицький Є. Леґітимація як дієве філософське поняття // Філософська думка. — 2009. — № 5. — С.49-59. [Архівовано 13 серпня 2011 у Wayback Machine.]
- Бистрицький, Є., 1997. Конфлікт культур і філософія толерантності. Демони миру та боги війни. Соціальні конфлікти посткомуністичної доби. Київ: Політична думка, С. 147-168.

## Цитата
|  | ...в основі леґітимації незалежної, наголошую — суверенної — України лежать світоглядні, культурні цінності. Це від початку національно-демократичні цінності, заявлені при розвалі Радянського Союзу, і завдяки яким ми отримали незалежність та сучасні політичні кордони. Саме вони лежать в основі леґітимації будь-якої — теперішньої, минулої й майбутньої — політичної влади в Україні. З самого початку Україна була заявлена як демократія на національній культурній основі. Є. Бистрицький. Кордони проходять всередині нас, 2010 |

## Громадська позиція
У липні 2018 року підтримав відкритий лист українських діячів культури до ув'язненого у Росії українського режисера Олега Сенцова.

## Державні нагороди
- Орден Свободи (20 січня 2018) — за значний особистий внесок у державне будівництво, соціально-економічний, науково-технічний, культурно-освітній розвиток Української держави, вагомі трудові досягнення, багаторічну сумлінну працю[3]